# Бейли, Джон Джоэл
Джон Джоэл Бейли (англ. Joel John Bailey; род. 17 февраля 1980, Сан-Фернандо) — тринидадский футболист, нападающий.

## Карьера
Начинал свою карьеру в США. Параллельно Бэйли играл в indoor (зальном) футболе. Выступал в Североамериканской футбольной лиге за канадские «Монреаль Импакт» и «Ванкувер Уайткэпс», а также за «Каролину РэйлХокс». Завершал свою карьеру на родине в «Т-энд-ТЕК».

### В сборной
За сборную Тринидада и Тобаго Джон Джоэл Бейли в 2007 году выступал на домашнем Карибском кубке. Дебютировал в ее составе в матче против Мартиники (5:1). В нем форвард на 61-й минуте вышел на замену вместо Деррила Робертса. По итогам турнира тринидадцы завоевали серебро. Всего за национальную команду провел четыре встречи.

## Достижения
- Серебряный призер Карибского кубка (1): 2007
- Обладатель Кубка Канады (2): 2005, 2006.